# Понта-Делгада (Сан-Висенте)
Понта-Делгада (порт. Ponta Delgada) — район (фрегезия) в Португалии, входит в округ Мадейра. Расположен на острове Мадейра. Является составной частью муниципалитета Сан-Висенте.
Население составляет 1325 человек на 2001 год.
Занимает площадь 8,80 км².